# Nová Hradečná
Nová Hradečná (německy Markersdorf nebo i Markendorf) je obec v okrese Olomouc v Olomouckém kraji. Žije zde 743 obyvatel.

## Geografická poloha
Zástavba Nové Hradečné má charakter řadové lánové vsi. Je protažena zhruba v délce tří kilometrů podél potoka Brabínku, který poblíž východního okraje obce ústí z pravé strany do Oskavy.

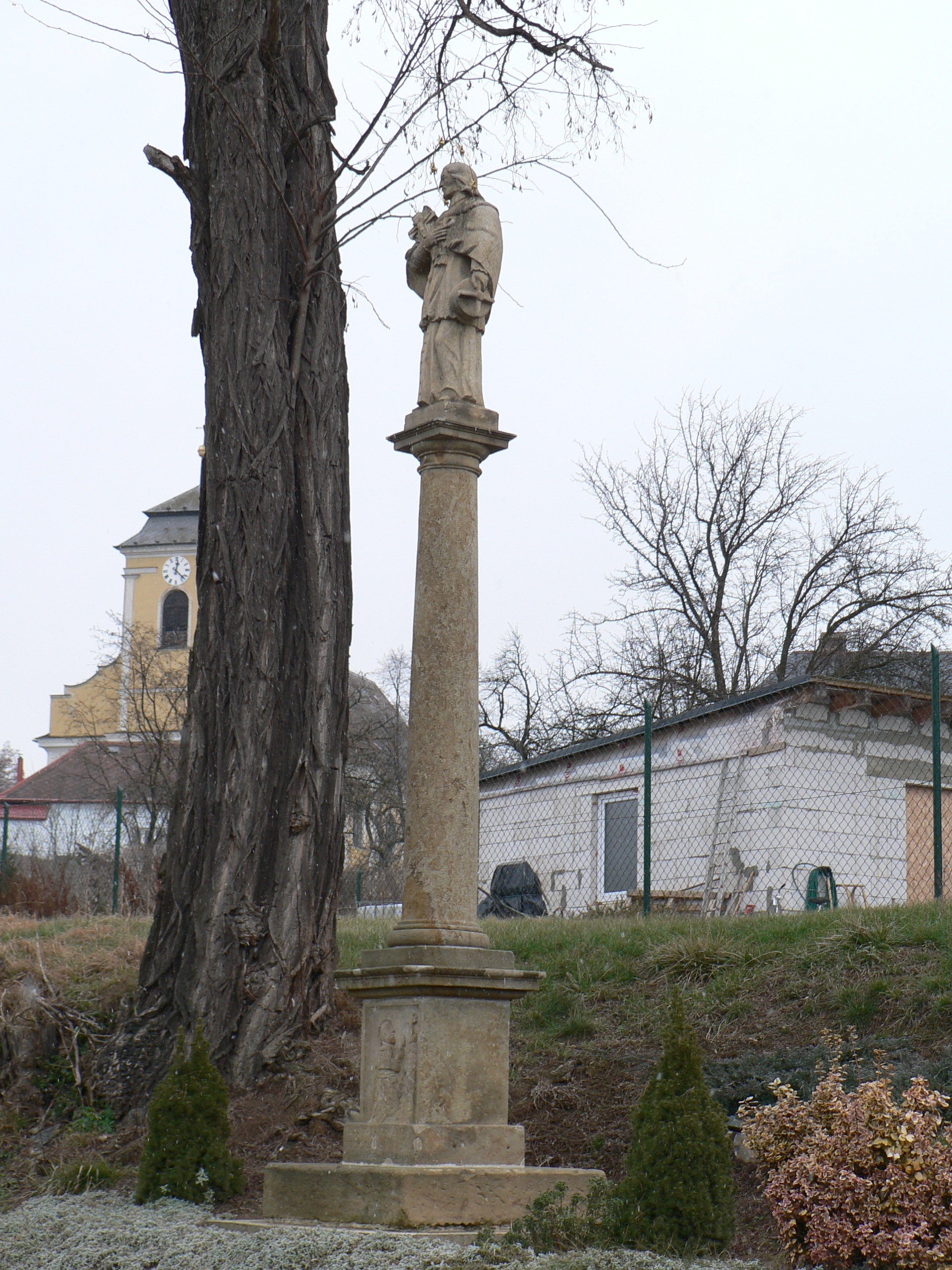
Sloup se sochou sv. Jana Nepomuckého

Nejvyšším vrcholem v okolí (a zároveň nejvyšším vrcholem Úsovské vrchoviny, která je geomorfologickým podcelkem Hanušovické vrchoviny) je vrch Bradlo (599 m n. m.), kterému se přezdívá Moravský Blaník. Masív Bradla s dalšími vrcholy Tři Kameny a Kočičí skála (oba shodně 558 metrů) se rozkládá zhruba tři kilometry vzdušnou čarou od středu Nové Hradečné směrem na severozápad. Od železniční zastávky Nová Hradečná na trati Olomouc Šumperk vede na vrchol Bradla červeně značená turistická cesta, která pak dále pokračuje přes Brníčko a Lesnici do Zábřeha na Moravě. 

## Historie
První písemná zmínka o obcích Hradečná a Hradec pochází z roku 1344, kdy je v latinsky psané listině jmenována obec Hradeschna. Od této doby až do zániku patrimoniální správy náležely k úsovskému panství. Pozemkové knihy Hradečné jsou zachovány od roku 1655, Hradce od roku 1732.
V roce 2014 obec získala třetí místo v celostátním kole soutěže Vesnice roku.

## Obyvatelstvo
| Rok            | 1869  | 1880  | 1890  | 1900  | 1910  | 1921 | 1930  | 1950 | 1961 | 1970 | 1980 | 1991 | 2001 | 2011 | 2021 |
| -------------- | ----- | ----- | ----- | ----- | ----- | ---- | ----- | ---- | ---- | ---- | ---- | ---- | ---- | ---- | ---- |
| Počet obyvatel | 1 032 | 1 045 | 1 022 | 1 052 | 1 001 | 949  | 1 012 | 726  | 811  | 771  | 775  | 746  | 762  | 787  | 711  |
| Počet domů     | 151   | 157   | 159   | 160   | 162   | 172  | 186   | 195  | 175  | 175  | 182  | 200  | 206  | 233  | 248  |

## Obecní správa
V roce 1960 byla Hradečná sloučena s obcí Hradec a vznikla Nová Hradečná, která byla později od 23. října 1976 do 23. listopadu 1990 administrativně přičleněna k Troubelicím. Od 24. listopadu 1990 je Nová Hradečná opět samostatnou obcí.

### Obecní symboly
Znak a vlajka byly obci uděleny rozhodnutím předsedy Poslanecké sněmovny Parlamentu České republiky dne 13. května 2003.

## Pamětihodnosti
- Kostel svatého Vavřince
- Fara čp. 2
- Hrob osmi obětí odboje u hřbitova (obětí Bratrušovské tragédie z března 1945)
- Sloup se sochou svatého Jana Nepomuckého
- Výšinné opevněné sídliště – halštatské hradiště

## Rodáci
- Jan Nevěřil (1864 – 1940) římskokatolický kněz, vysvěcen 1887, ThDr., vysokoškolský pedagog, v škol. r. 1924/25 a 1929/30 děkan teolg. f. v Olomouci, badatel v oblasti křesťanské archeologie

## Fotogalerie

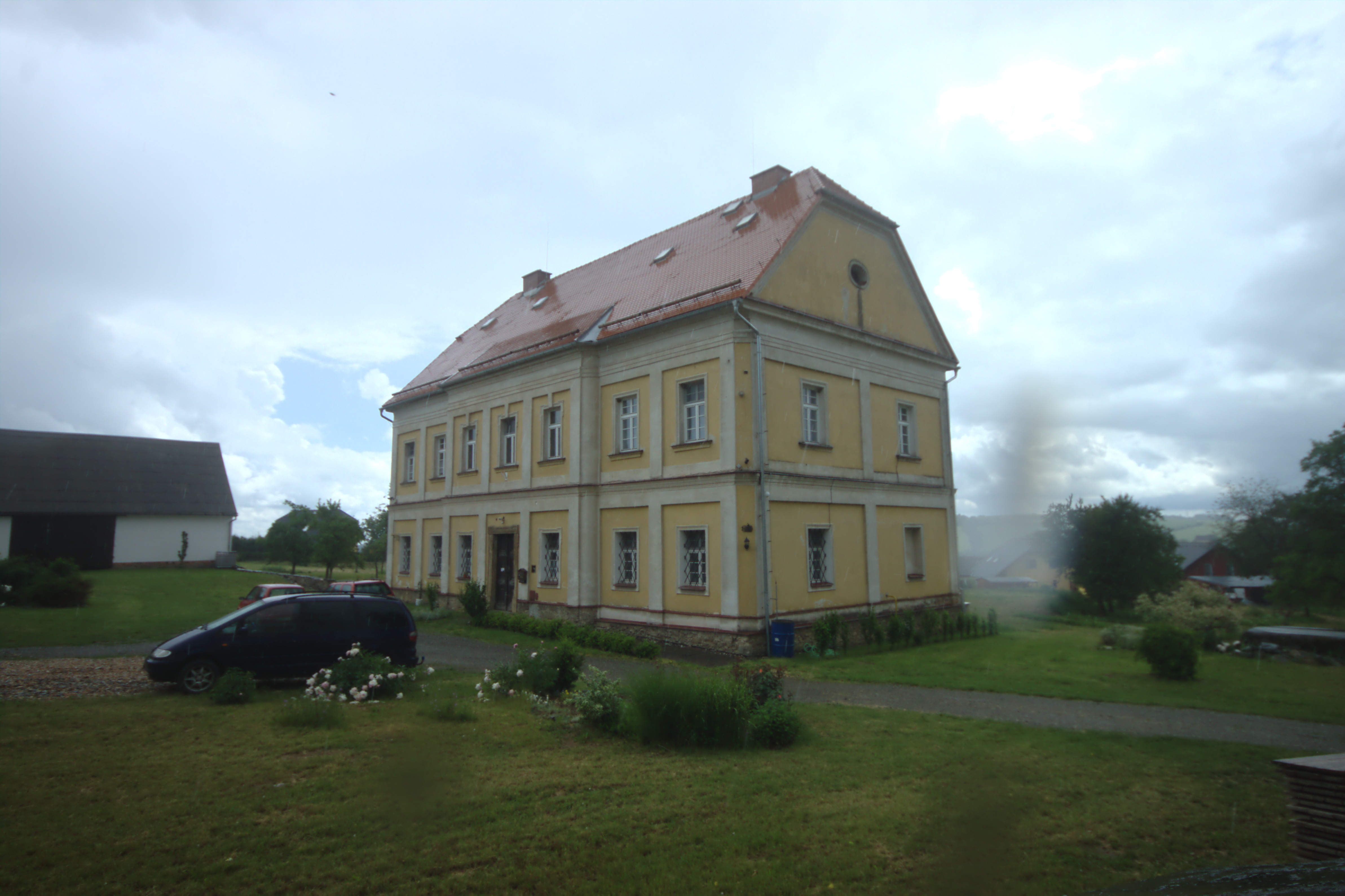
Budova fary, opravená v letech 2015-2016
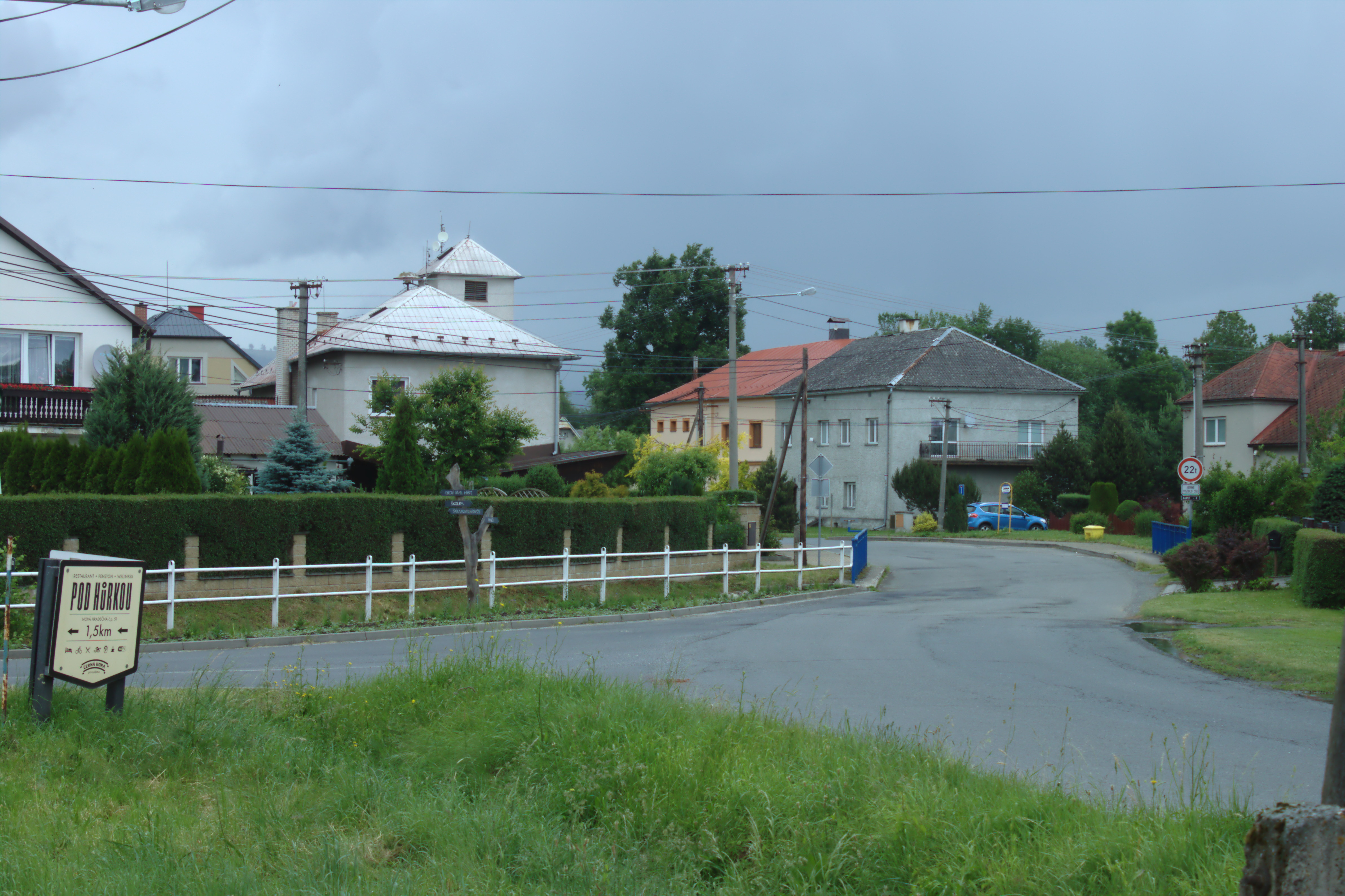
Silnice přes potok Brabínek
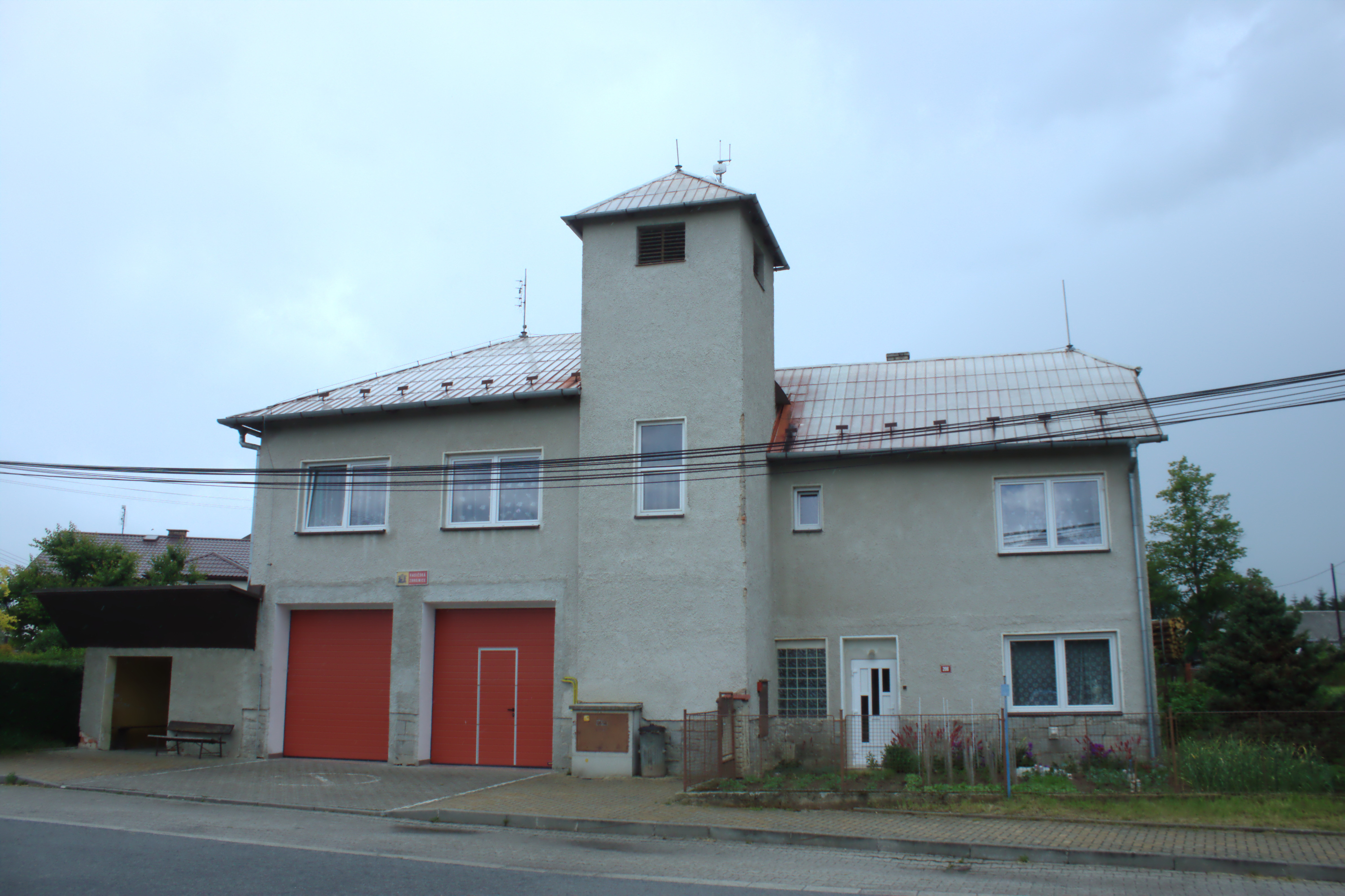
Hasičská zbrojnice v Nové Hradečné
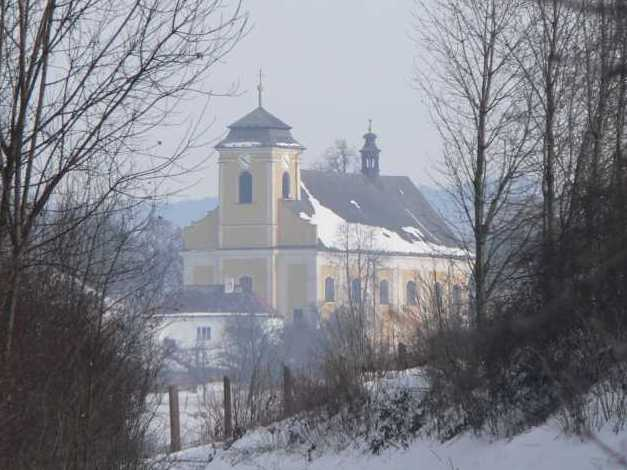
Kostel sv. Vavřince v zimě
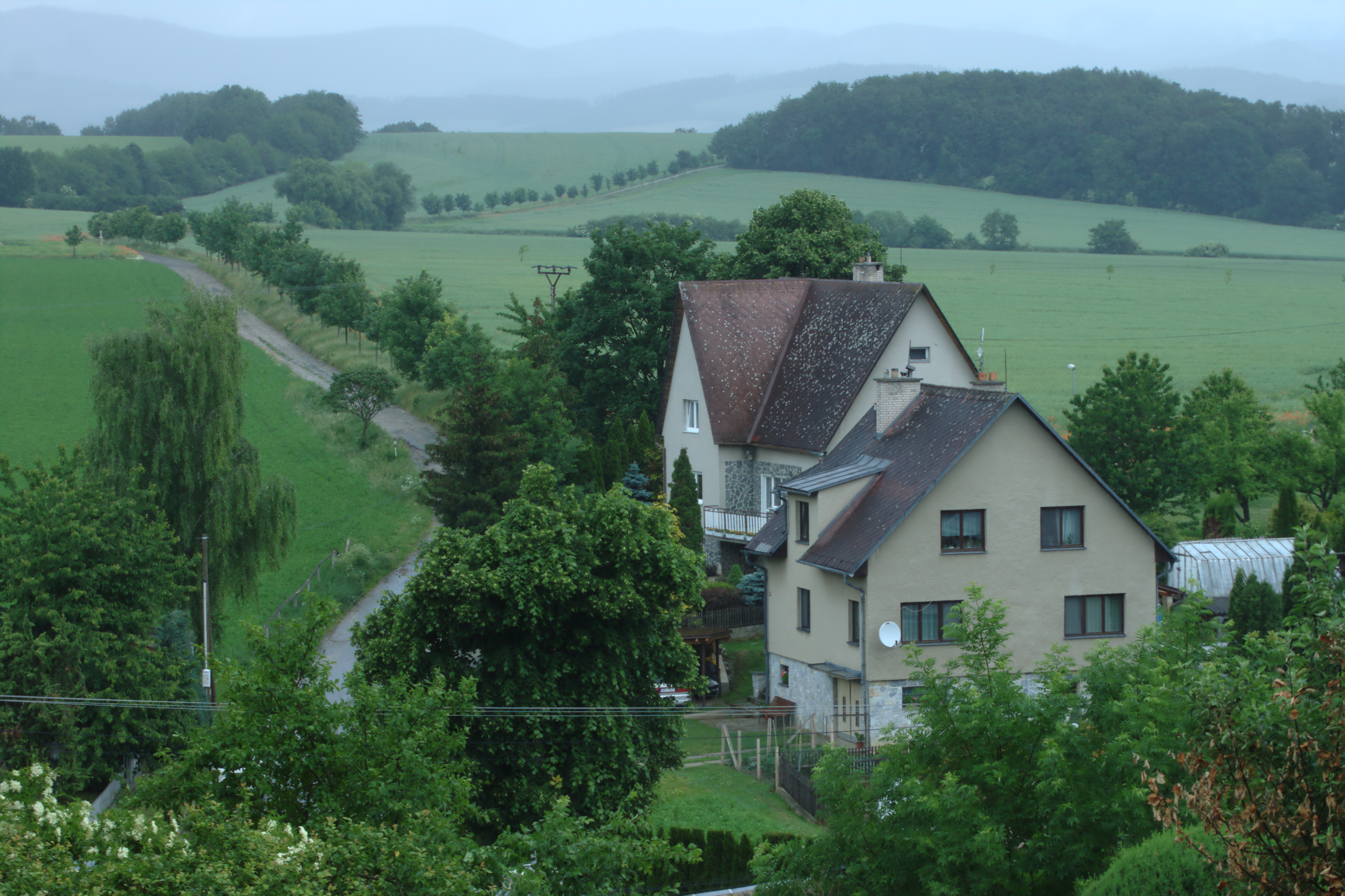
Domy na kraji Nové Hradečné